# Judy Blumberg
Judy Ann Blumberg (* 13. September 1957 in Santa Monica, Kalifornien) ist eine ehemalige US-amerikanische Eiskunstläuferin, die im Eistanzen startete.
Ihr Eistanzpartner war Michael Seibert. Ihre erste Weltmeisterschaftsmedaille gewannen Blumberg und Seibert bei der Weltmeisterschaft 1983 in Helsinki mit Bronze hinter den Briten Jayne Torvill und Christopher Dean sowie Natalja Bestemjanowa und Andrei Bukin aus der Sowjetunion. Das gleiche Ergebnis wiederholte sich bei der Weltmeisterschaft 1984 in Ottawa. Bei der Weltmeisterschaft 1985 in Tokio gewann das Eistanzpaar seine dritte Bronzemedaille in Folge, diesmal hinter Bestemjanowa und Bukin sowie Marina Klimowa und Sergei Ponomarenko aus der Sowjetunion. Blumberg und Seibert nahmen an zwei Olympischen Spielen teil. 1980 in Lake Placid belegten sie den siebten Platz und 1984 in Sarajevo wurden sie Vierte.
Nach ihrer Wettkampfkarriere arbeitete Blumberg als Fernsehkommentatorin und Motivationsrednerin. Sie leitet das Ensemble des Ice Theatre of New York und ist Technische Spezialistin bei der ISU.

## Ergebnisse

### Eistanzen
(mit Michael Seibert)
| Wettbewerb / Jahr                | 1979 | 1980 | 1981 | 1982 | 1983 | 1984 | 1985 |
| -------------------------------- | ---- | ---- | ---- | ---- | ---- | ---- | ---- |
| Olympische Winterspiele          |      | 7.   |      |      |      | 4.   |      |
| Weltmeisterschaften              |      | 6.   | 4.   | 4.   | 3.   | 3.   | 3.   |
| US-amerikanische Meisterschaften | 3.   | 2.   | 1.   | 1.   | 1.   | 1.   | 1.   |